# 沃尔弗拉姆·菲德勒
沃尔弗拉姆·菲德勒（德語：Wolfram Fiedler，1951年9月29日—1988年4月11日），德国男子雪橇运动员。他曾代表东德参加1972年冬季奥林匹克运动会雪橇比赛，获得男子单人和双人铜牌。